# 杜欧蒙堡

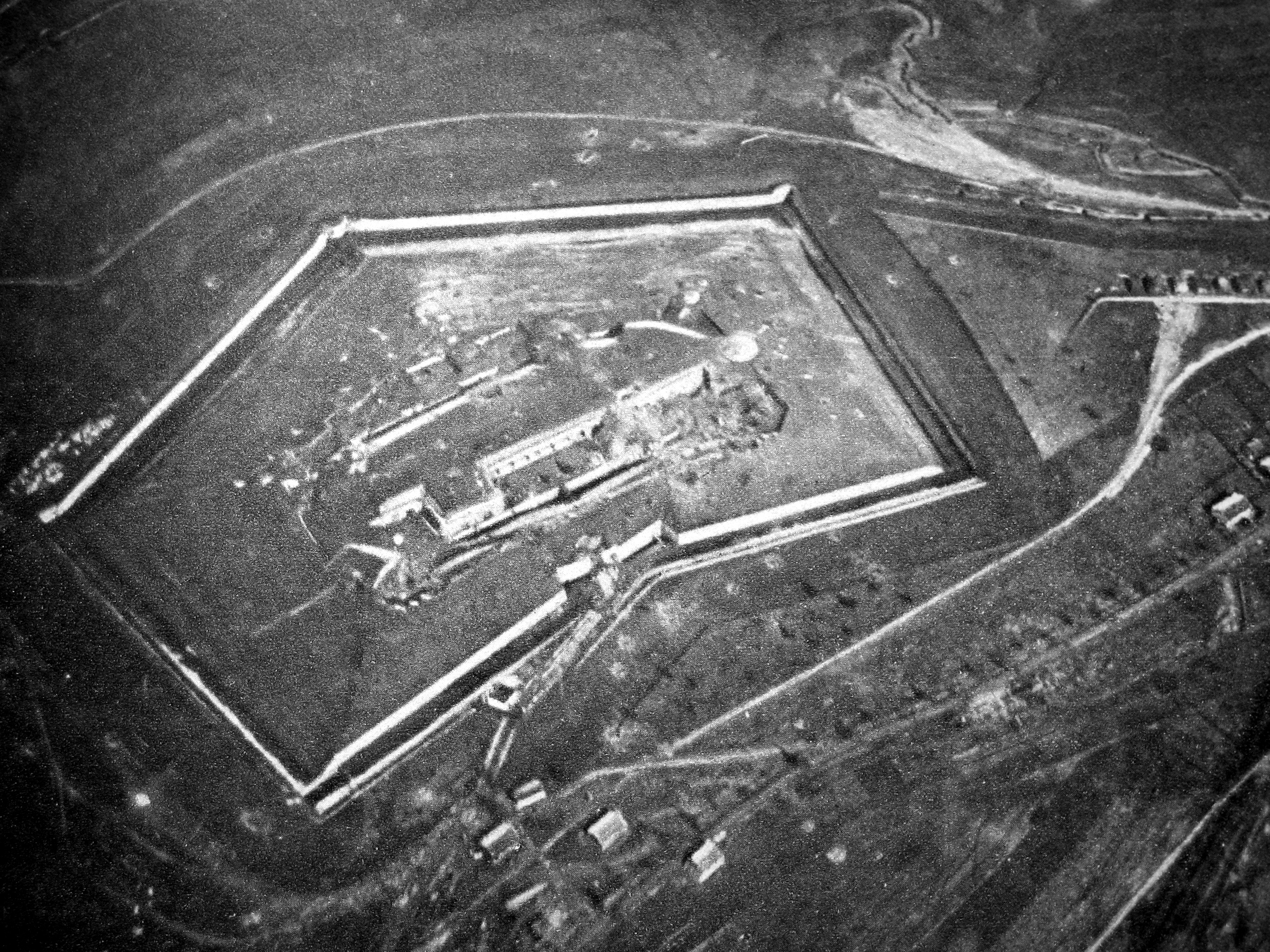
1916年初，在凡尔登战役造成重大破坏之前的鸟瞰图。北部大约位于顶部.

杜欧蒙堡（法語：Fort de Douaumont，發音：[fɔʁ də dwomɔ̃]）是十九世纪九十年代以来，保护法國凡尔登的十九个大型堡垒之一。该堡垒始建于1885年，至今仍然存在。该堡垒曾在第一次世界大战的凡尔登战役中被德国陸軍兵不血刃地攻占。尽管法军在后续的反攻阶段成功夺回，但为此付出了极大的代价。
2023年9月20日，杜奥蒙堡經联合国教科文组织列為世界遗产「第一次世界大戰（西線）墓葬與紀念遺址」項目之一。

## 一戰前及戰爭初期
1885年，该堡垒在法国默兹省杜欧蒙市建设，但直到战前1913年，该堡垒才得到加固。堡垒总面积为30,000平方米，长约440米，有地上地下两层，中间使用12米厚的钢筋混凝土屋顶保护。这些改进工程于1903年完工。堡垒的入口位于后方，两条主隧道东西走向，主隧道分支出营房和通往堡垒外围部分的走廊。堡垒装备了众多武装哨所、一座155毫米旋转/伸缩炮塔、一座75毫米旋转/伸缩炮塔、四门75毫米火炮，分别位于侧面的“布尔日炮台”中。炮台间隙还有机枪炮塔来补充射击死角。
1914年德国按照施里芬计划入侵比利时，而比利时堡垒很快就被德国炮兵摧毁，并轻易被攻占。这迫使法国的军事规划者重新考虑战争中防御工事的效用。1915 年 8 月，约瑟夫·霞飞将军批准减少杜欧蒙和其他凡尔登堡垒的驻军。杜欧蒙被拆除了几乎所有武器，只留下两门难以拆除的炮塔炮：一门 155 毫米炮和一门 75 毫米炮。堡垒两侧的两个“布尔日炮台”掩体被拆除了四门75式火炮。此外，杜奥蒙堡的驻军主要由中年预备役军人组成，他们受城市军事长官而非正规军的指挥。

## 德軍攻占

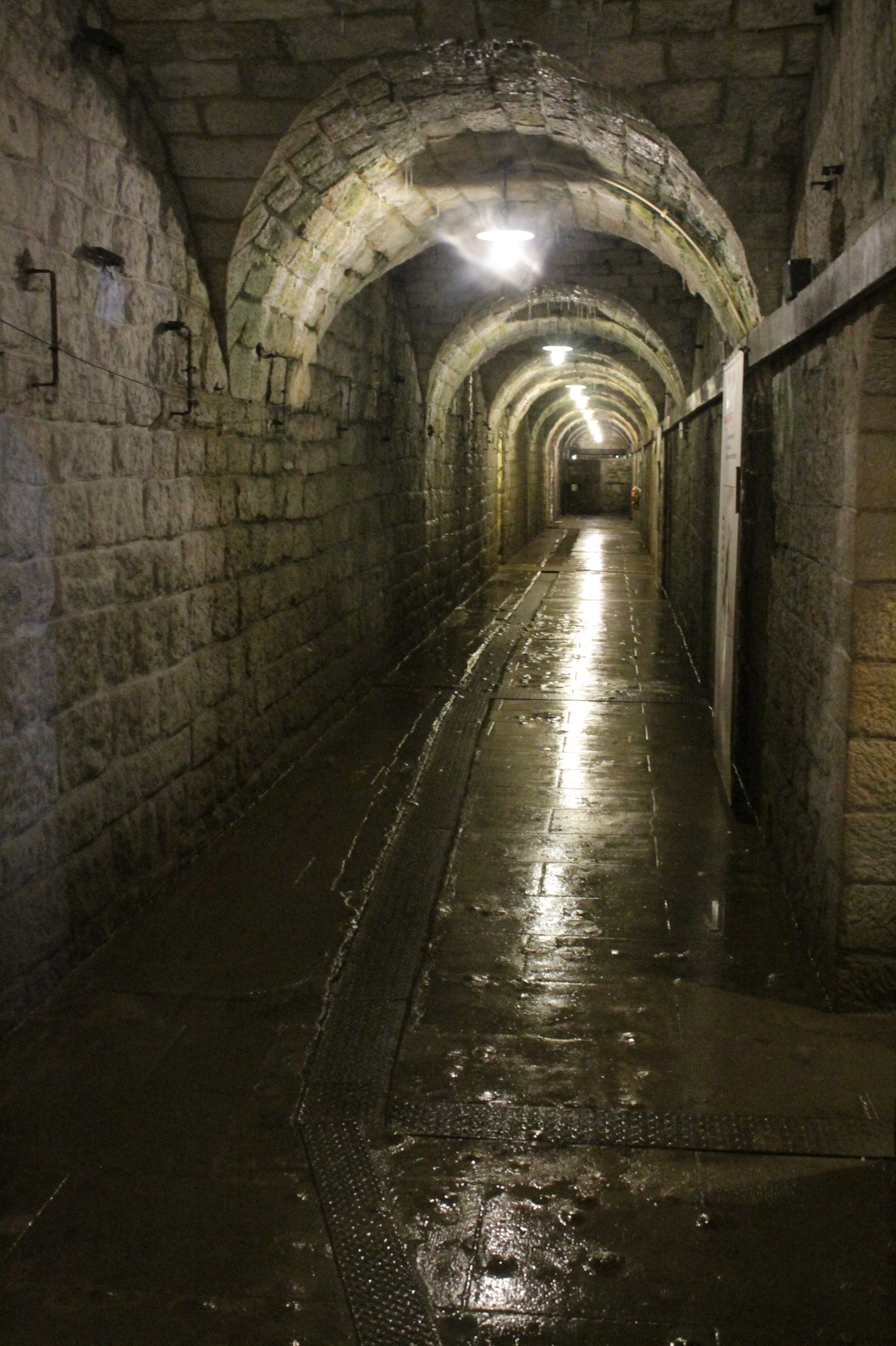
杜奥蒙堡的主要交通通道

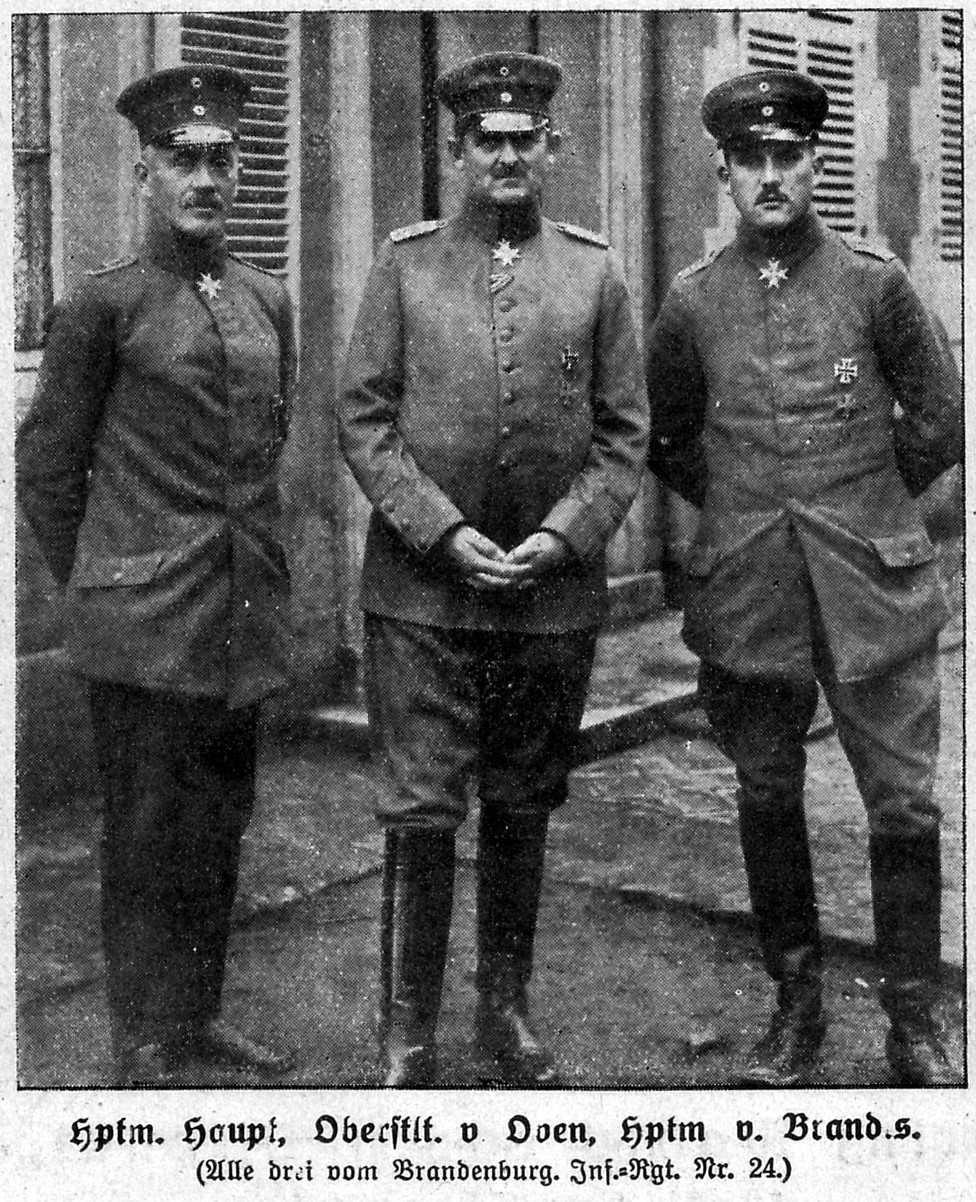
汉斯-约阿希姆·豪普特上尉、冯·奥文中校和科特·冯·布兰迪斯上尉

1916年2月21日，德国第五军团发动进攻，凡尔登战役打响。德军的攻势持续了四天，2月24日，德军到达杜欧蒙堡垒的射程范围内。杜欧蒙堡垒当时只配备有 56 名士兵和几名炮手组成的维修队。堡垒中级别最高的士兵是一名名为舍诺（Chenot）的士官。2月25日，德国第24勃兰登堡团（第 6 步兵师、第三军团）的部队从北方接近杜欧蒙堡垒，作为侦察或突击队。此时大多数法国驻军已经转移到堡垒的较低层，以躲避德军大口径火炮的持续炮击。一组超重型420 毫米M-Gerät榴弹炮间歇地轰击堡垒，损坏了 75 毫米炮塔。
由于堡垒内的法军已经有一段时间没有与外界联系了，所以观察炮塔空无一人。只有一小队炮兵在操作 155 毫米炮塔，向远处的目标开火。大约10名勃兰登堡团的战斗工兵在先锋中士孔策（Kunze）的带领下接近堡垒。由于天气恶劣，能见度很差，杜欧蒙堡的法国机枪手以为德军是巡逻归来的法国殖民部队。因此当孔策和他的士兵到达护城河，发现保卫护城河的城墙上的炮台（炮库）空无一人。孔策设法爬进其中一个炮台打开了一扇门，但孔策的士兵拒绝进入防御工事，担心遭到伏击。这位先锋中士只带了一支步枪，独自进入了隧道。他在空荡荡的隧道中徘徊，直到找到炮兵队，将他们抓获并关了起来。
此时，另一支来自勃兰登堡军团的部队在预备役军官拉德克中尉的率领下，也通过堡垒未占领的防御工事进入堡垒。拉德克随后与孔策的部队取得联系，并在他们分散之前将他们组织起来，俘虏了更多的法国守军并控制了堡垒。后来，更多由上尉豪普特和中尉冯布兰迪斯率领的德军纵队赶到。在攻战时唯一的伤亡是孔策的一名士兵，他的膝盖擦伤。几天后，冯布兰迪斯向威廉王储讲述了英勇夺取堡垒的经历。没有提到拉德克中尉或孔策中士的努力。相反，冯·布兰迪斯成为了“杜欧蒙英雄”，并被授予功勋勋章（豪普特后来也获得了这一勋章）。闯入并关押驻军的孔策和在要塞攻占期间指挥的拉德克没有获得任何奖励。直到1930年代，德国第一次世界大战委员会的历史学家有时间审查杜欧蒙要塞的攻占后，功绩才被延迟地给予。孔策现在是秩序警察的一员，他获得了晋升和功绩勋章，而拉德克中尉则获得了前王储威廉的亲笔签名肖像。
杜欧蒙是防御凡尔登要塞体系的基石，它本来是用来抵御德国入侵的，但却未经一战就被放弃了。杜欧蒙的轻易失陷对法国人来说是一场灾难，也是当时在约瑟夫·霞飞将军领导下的总参谋部缺乏判断力的一个明显例子。1915年8月，法国总参谋部决定部分解除凡尔登所有堡垒的武装，错误地认为这些堡垒无法抵御现代重型火炮的影响。在占领杜欧蒙后，它成为德军前线后方坚不可摧的避难所和作战基地。凡尔登的德国士兵开始将这座堡垒称为“杜欧蒙老叔叔”。

## 法軍夺回

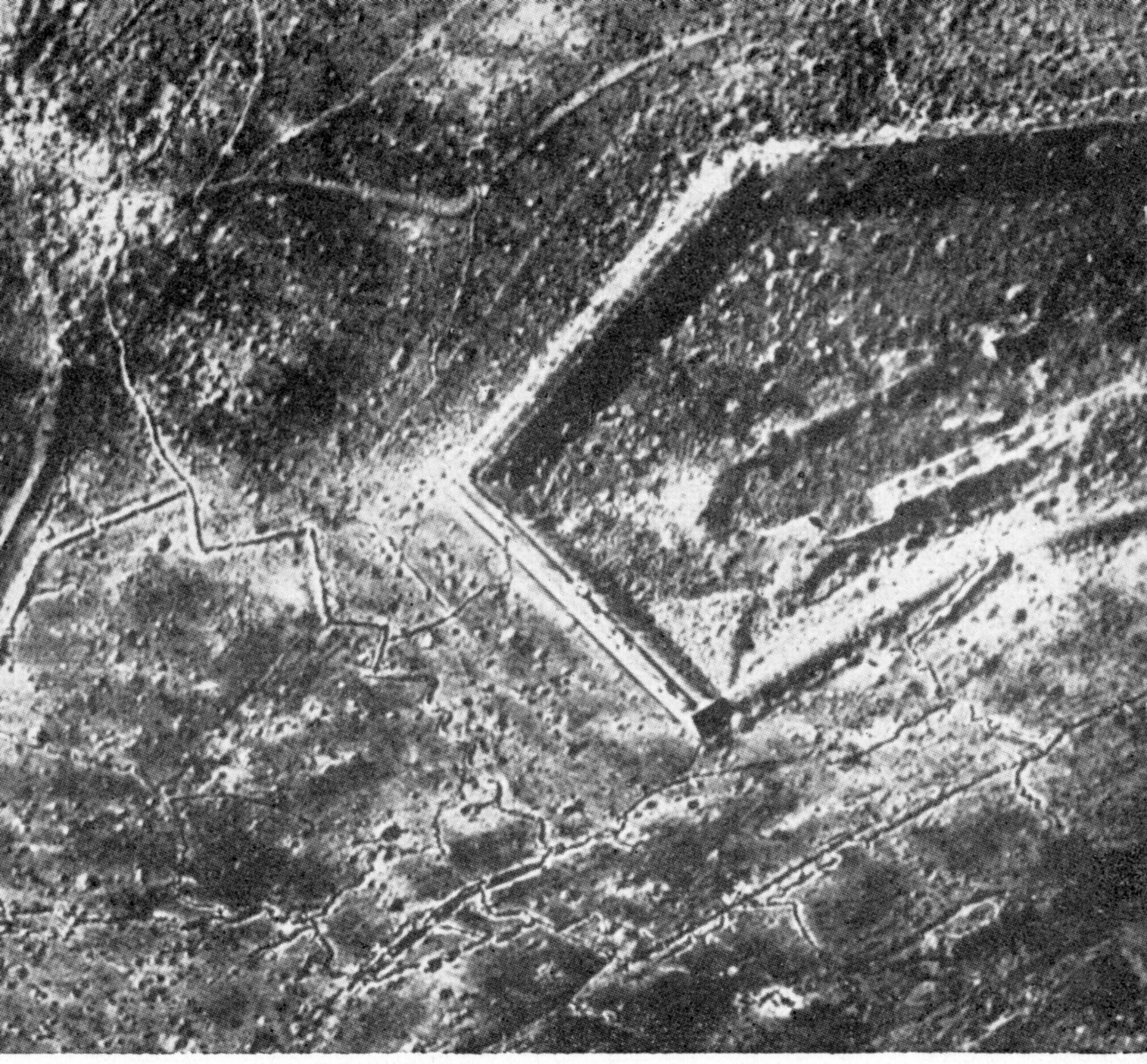
1916年年底的杜奥蒙堡鸟瞰图，显示了战壕和弹坑。北面大约位于顶部

1916年5月下旬，法国第二集团军首次试图夺回这座堡垒。他们占领了堡垒西端 36 个小时，但在遭受重大损失后被赶出。损失大多来自附近的德国炮火和迫击炮。法国炮兵则继续炮击堡垒。1916年5月8日，一场无人看管的厨房火灾引爆了手榴弹和火焰喷射器燃料，并引爆了一个弹药库。事故原因是一些士兵试图用火焰喷射器燃料加热咖啡，但事实证明，这种燃料太易燃，并蔓延到旁边的炮弹上。一场大火席卷了堡垒，当场杀死了数百名士兵，其中包括第12掷弹兵团的参谋。1800名受伤、满身烟灰的幸存者试图逃离大火，但被误认为是法国殖民军步兵，遭到战友的射击；679 名德国士兵在这场大火中丧生。当时，他们的遗骸被收集在堡垒内，并被放置在一个用墙围起来的炮台中。
法军于1916年10月24日收复杜欧蒙堡。1916年10月24日，法国发动了一场由三个步兵师组成的攻势，攻势于同一天进行，由精锐的法国海军陆战队（当时称为摩洛哥殖民步兵团，RICM）执行。杜欧蒙遭到两门超重型400毫米（16英寸）远程法国铁路炮的猛烈轰击，这两门炮分别名为“阿尔萨斯”和“洛林”，位于凡尔登西南的巴莱库尔。杜欧蒙在他们的炮火下变得难以守住，在德军撤离时被重新夺回。

## 战后
上文提到的遗址位于堡垒内的地下，长期以来一直是德国官方的战争墓地。墓地的封墙脚下立着一块德文纪念牌匾和一个十字架。纪念碑对游客开放。
现在，杜奥蒙堡现在作为旅游景点对游客开放，票价为成人5欧元，8至18岁青少年4欧元，8岁以下儿童免费。

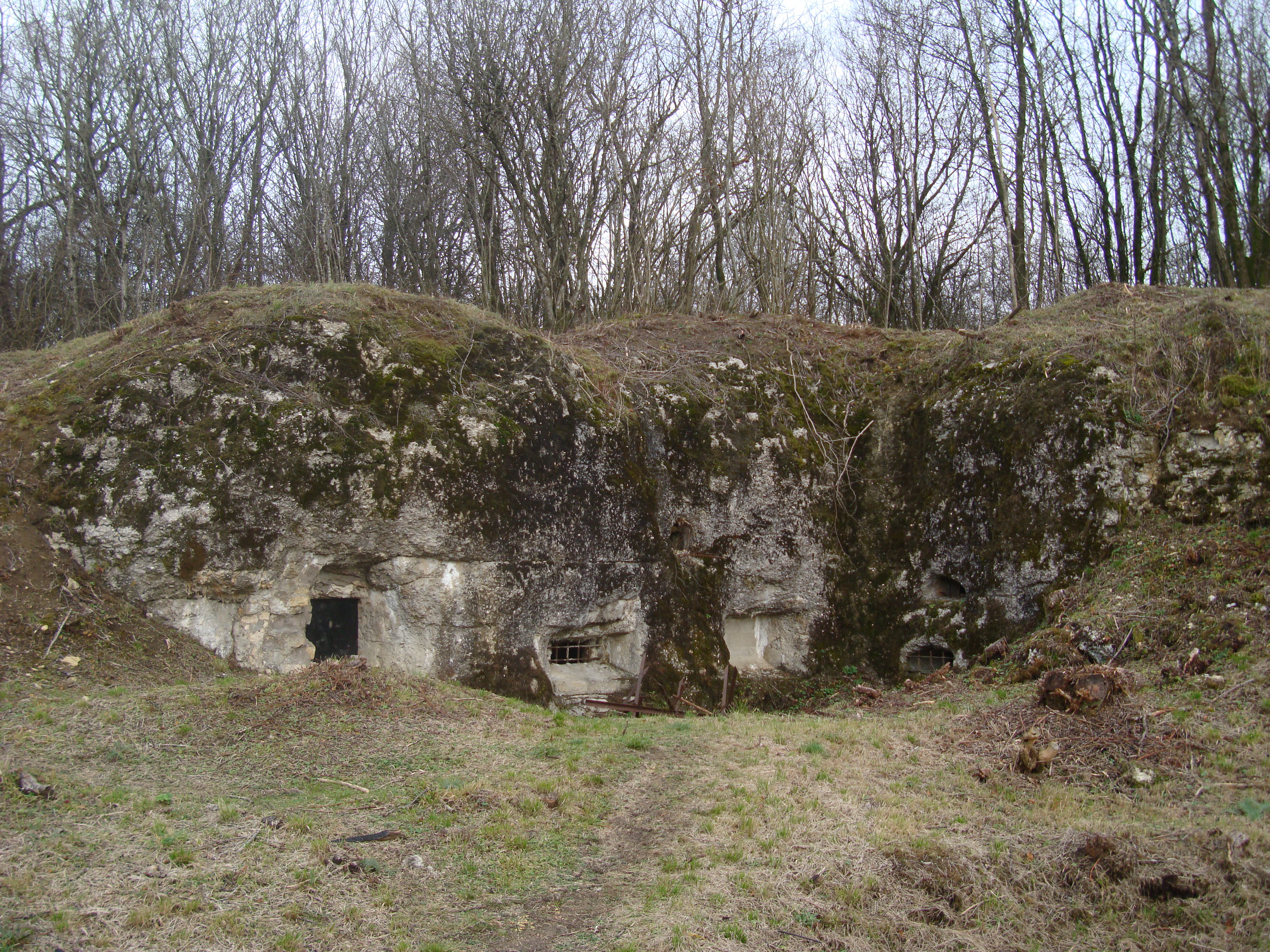
堡垒防御
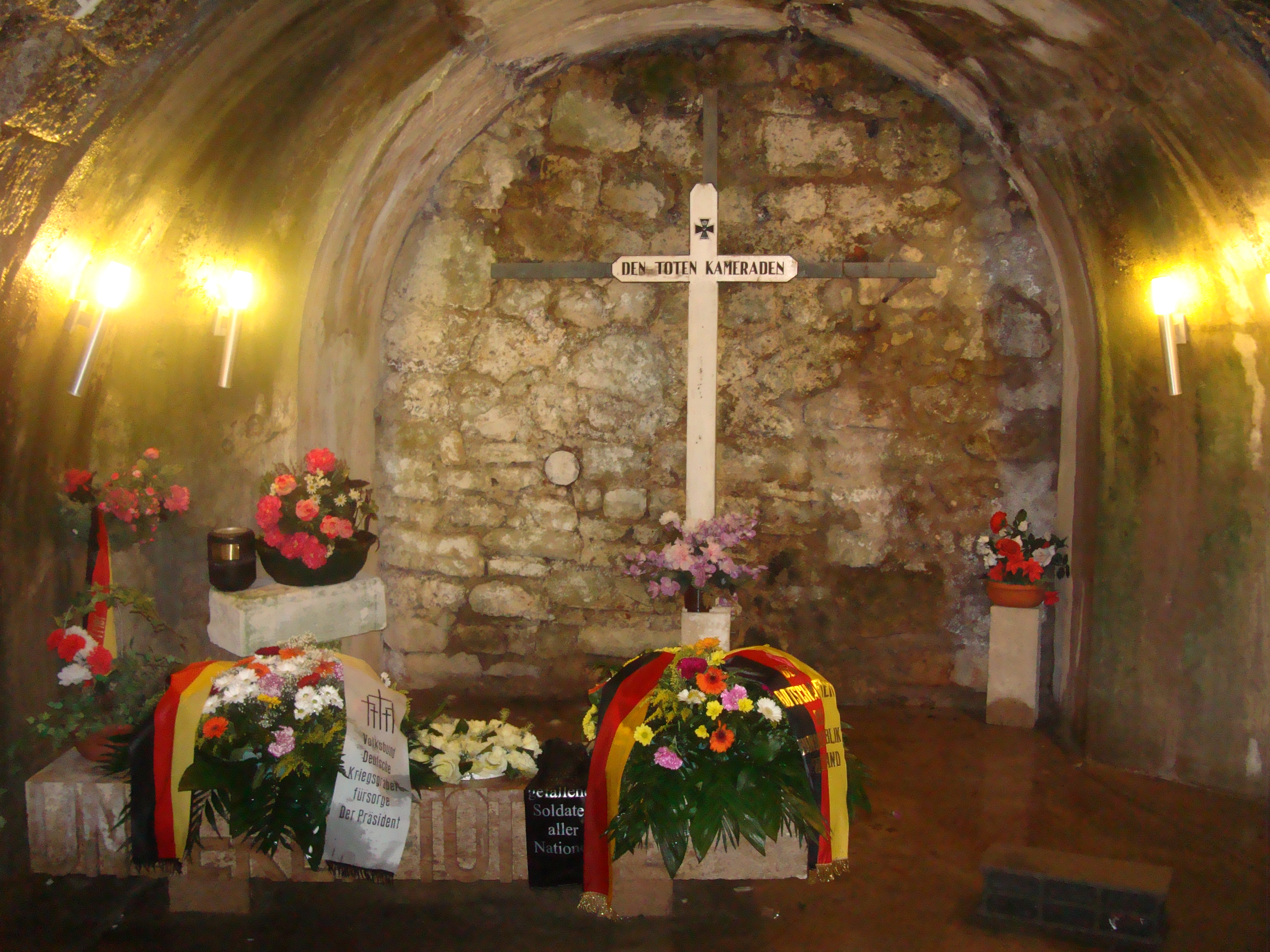
堡垒内纪念埋在墙后的德国士兵
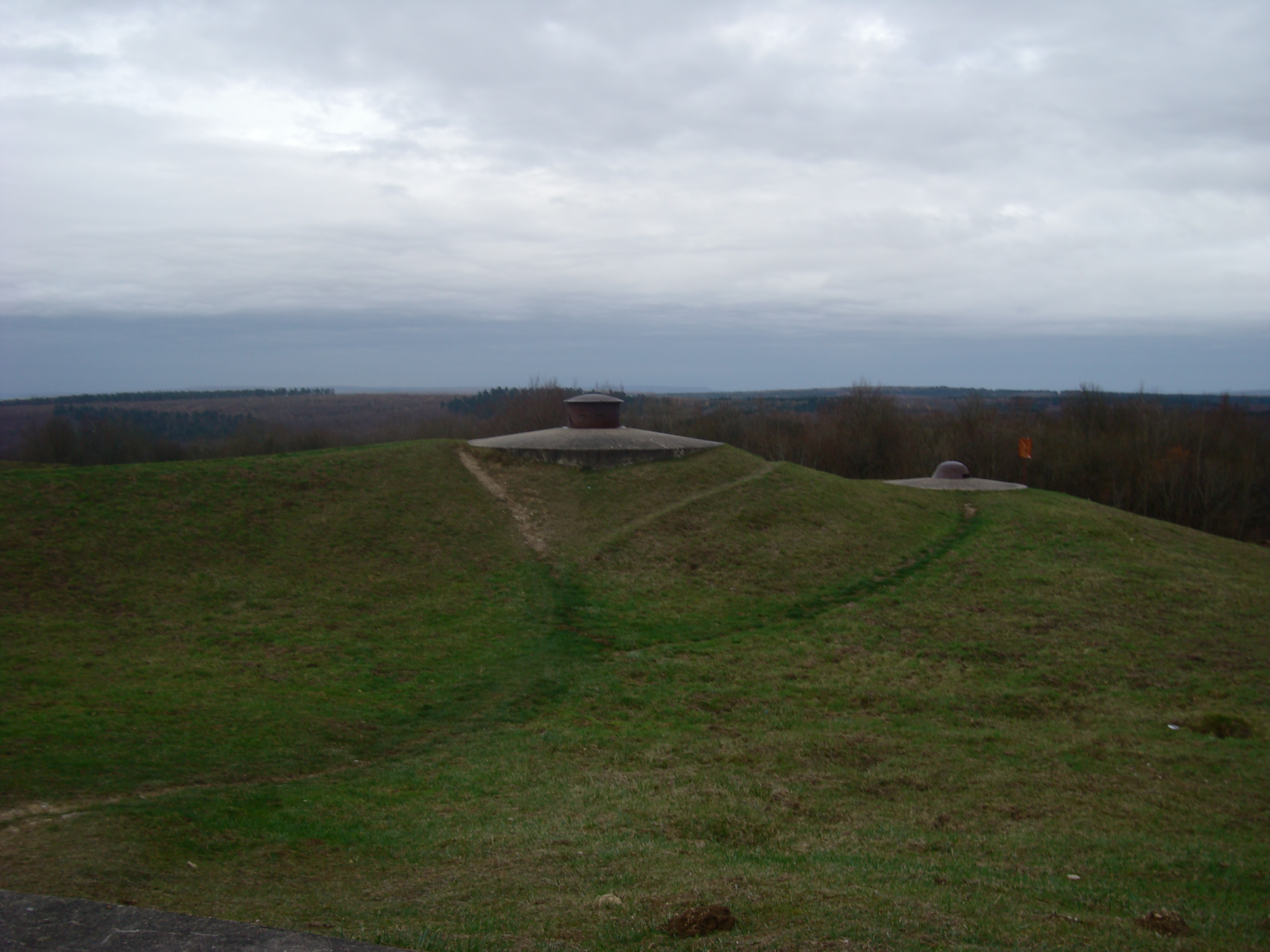
堡垒防御
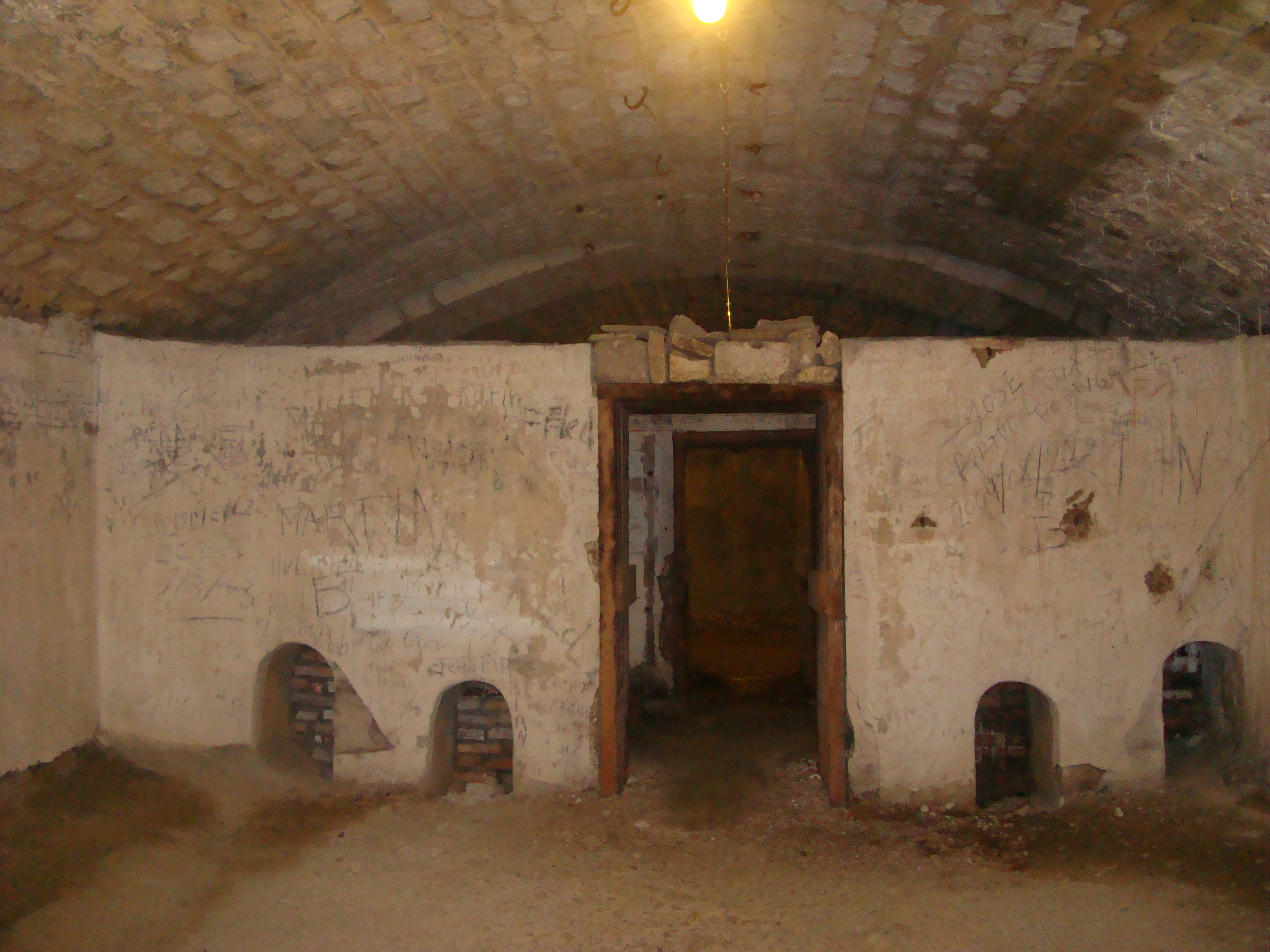
堡垒内部的房间
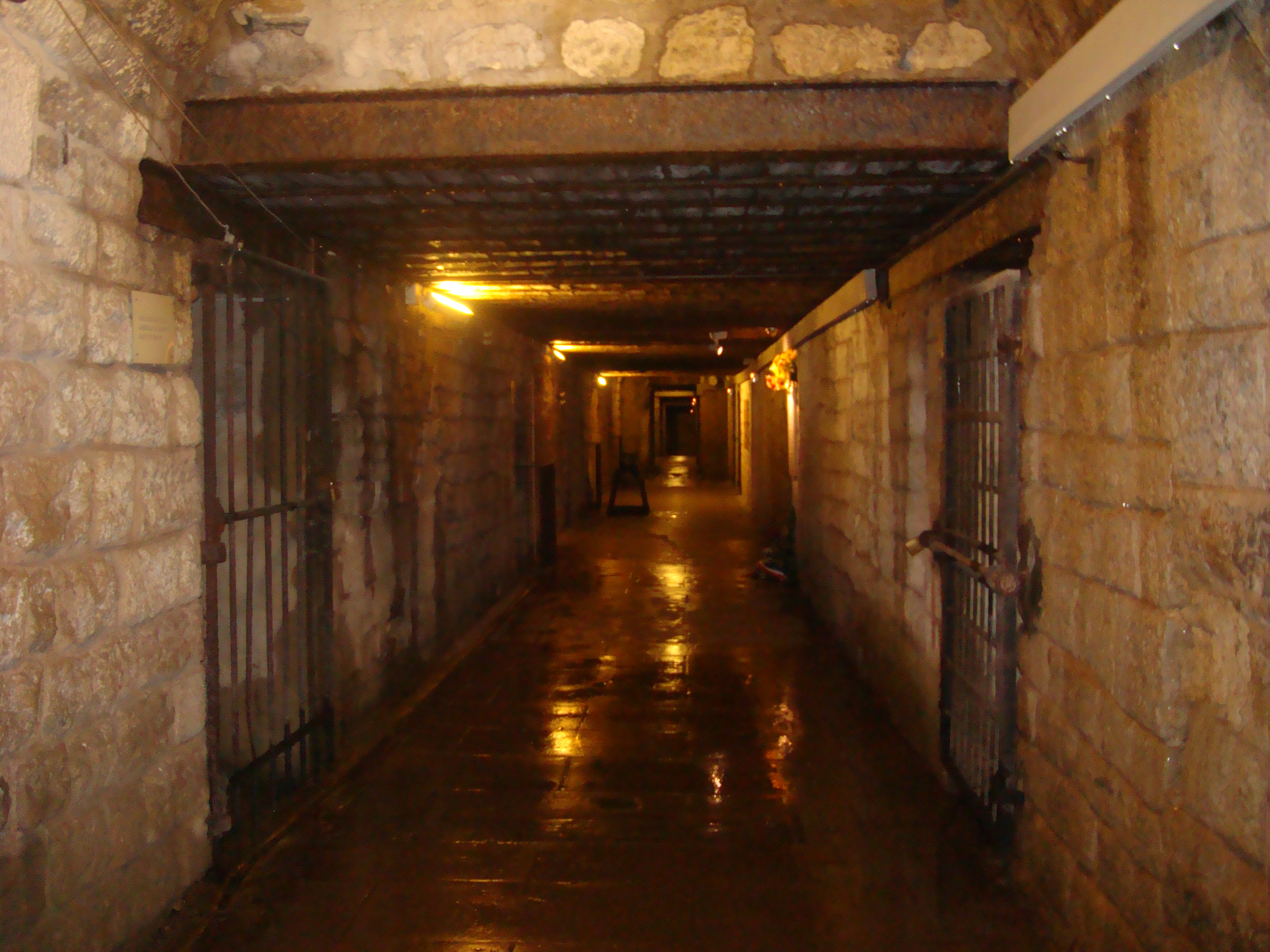
堡垒内部的走廊之一
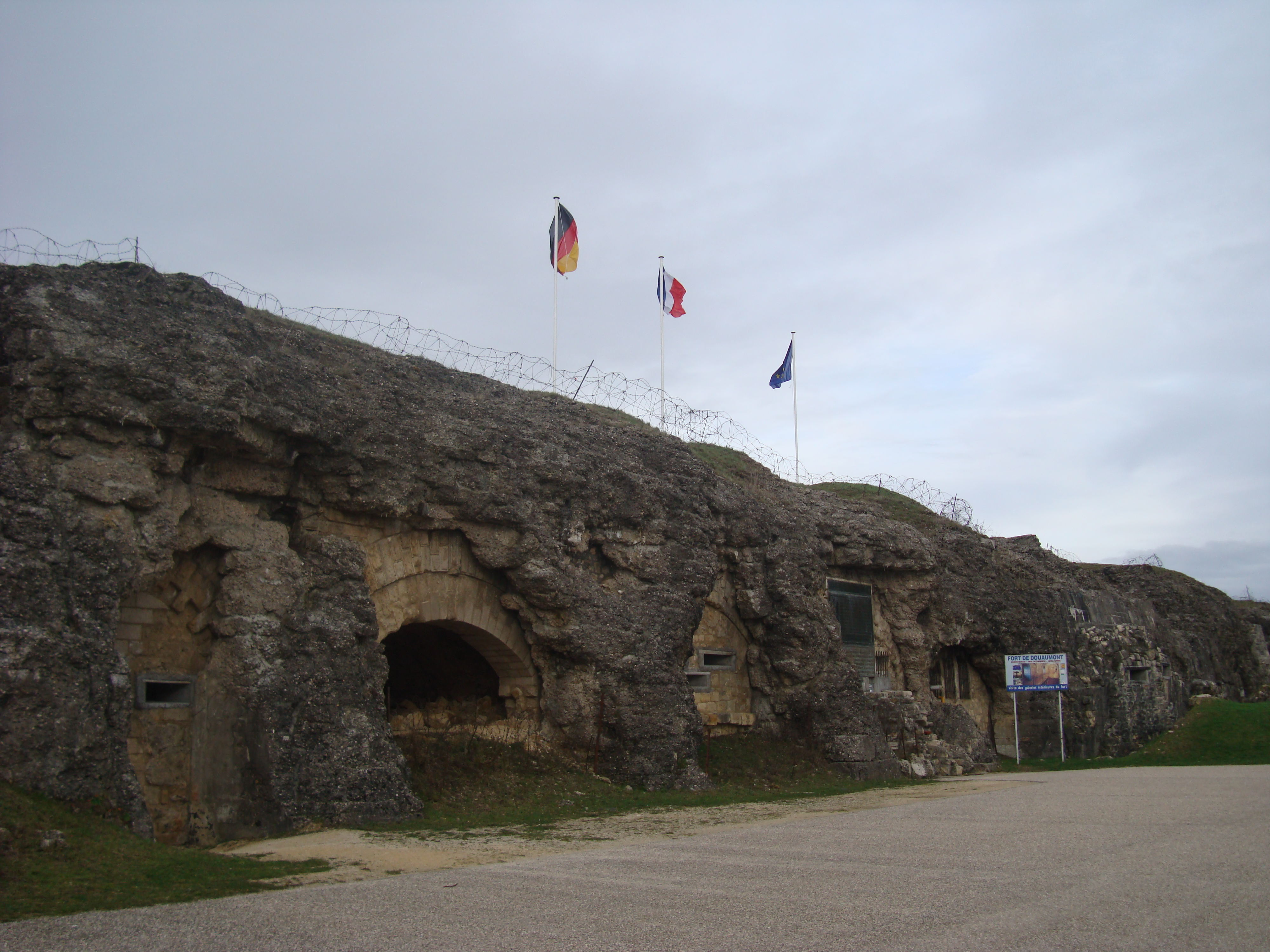
堡垒入口
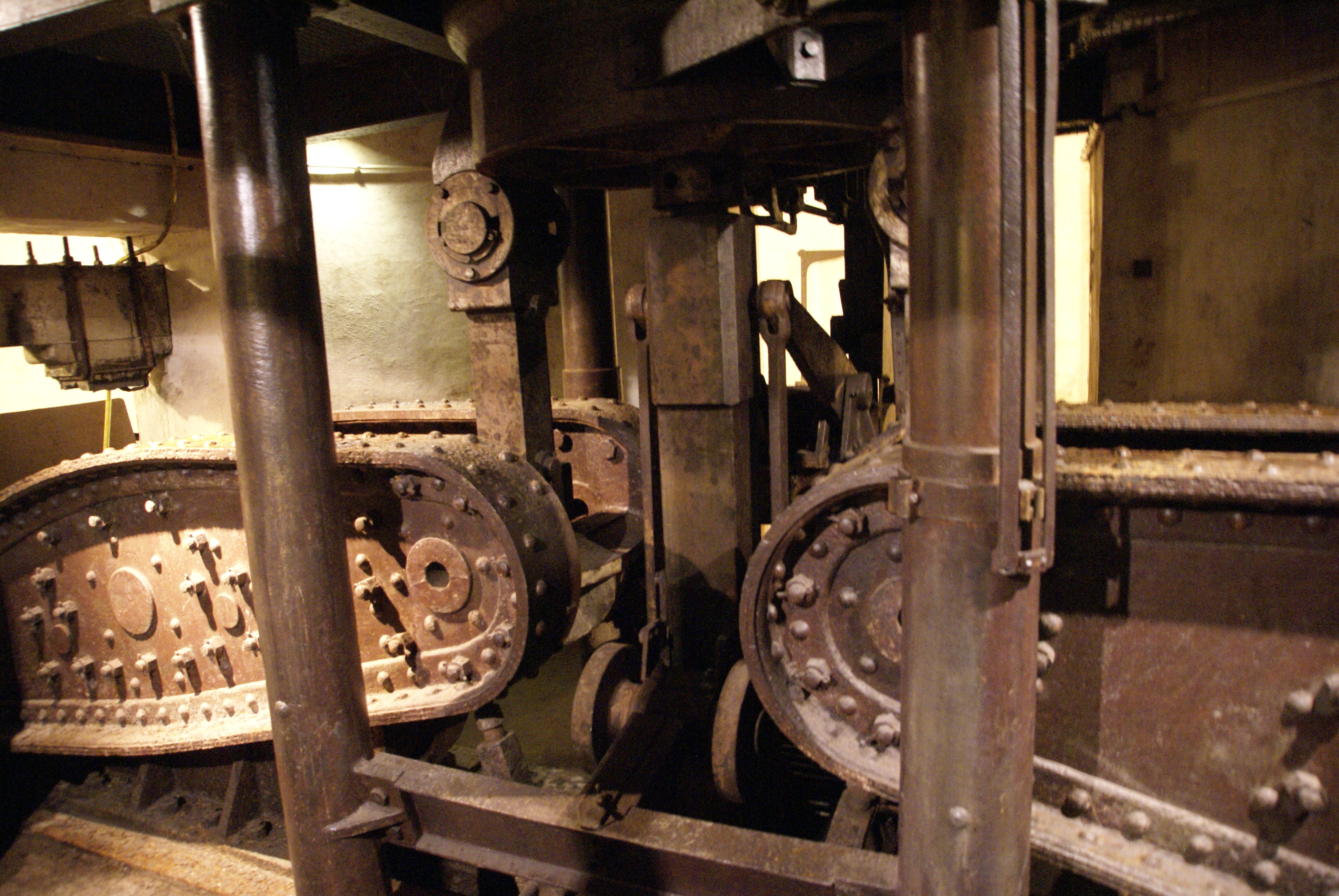
E155毫米炮塔升降机构

## 外部連結
- （法語） Les forts Séré de Rivières le fort de Douaumont （页面存档备份，存于）
- Douaumont ossuary
- GPS-Teamprojekt Verdun – Somme – 1916 （页面存档备份，存于）